# Cla za první vlády Donalda Trumpa
Prezident Spojených států amerických Donald Trump za svého prvního prezidentství (2017–2021) zavedl řadu dovozních cel. V lednu 2018 uvalila Trumpova administrativa třiceti až padesátiprocentní cla na solární panely a automatické pračky, později během stejného roku uvalila cla na dovoz oceli (25%) a hliníku (10%) z většiny zemí světa. 1. června byla tato cla rozšířena na Kanadu, Mexiko a Evropskou unii. Dále 6. července Trump nechal uvalit 25% cla na 818 druhů zboží dováženého z Číny. Několik obchodních partnerů Spojených států následně uvalilo sérii odvetných cel a Čína obvinila USA z rozdmýchávání obchodní války. Snížení deficitu zahraničního obchodu Spojených států však cla nepřinesla.

## Pozadí
Otevření nového vyjednávání ohledně amerických obchodní dohod bylo jedním z klíčových témat Trumpovy prezidentské kampaně. Severoamerickou dohodu o volném obchodu (NAFTA) označil dokonce za „nejhorší dohodu v dějinách USA“. Podobně se vyjadřoval i o Transpacifickém partnerství, které považoval za „katastrofu" a 23. ledna 2017, pouhé tři dny po Trumpově inauguraci, Spojené státy od dohody odstoupily.

## Cla na ocel a hliník
1. března 2018 oznámil Trump svůj úmysl uvalit 25% cla na ocel a 10% cla na hliník dovážený do Spojených států, údajně za účelem zajištění národní bezpečnosti. V tweetu zveřejněném následující den Trump uvedl, že "obchodní války jsou jednoduché a je lehké v nich zvítězit." 8. března podepsal nařízení k uvalení těchto cel, který měl vejít v platnost za patnáct dní. Dovoz z Evropské unie, Kanady, Mexika, Austrálie, Argentiny, Brazílie a Jižní Koreje dostal výjimku, nicméně od 31. května 2018 začala cla platit i pro Kanadu, Mexiko a EU.

### Ekonomické a obchodní dopady
Na clech nejvíce získají velcí američtí producenti hliníku a oceli, ale panují obavy, že pro Spojené státy cla povedou k více škodě než užitku, jelikož dojde ke zvýšení ceny oceli, což ohrozí tu část průmyslu, která ji využívá. V USA na každého člověka zaměstnaného v průmyslu produkujícím ocel, připadá 80 lidí v průmyslu, který ji zpracovává. Cla tak mohou v USA vést ke ztrátě až 146.000 pracovních míst. Studie týkající se amerického cla na ocel z roku 2002 také ukázaly, že kvůli clu více pracovních míst zaniklo, než bylo vytvořeno. Ztráty pracovních míst mohou být ještě vyšší, pokud ostatní státy zavedou odvetná cla na různé americké produkty. V anketě agentury Reuters 80% z 60 dotázaných ekonomů uvedlo, že cla na ocel a hliník ve svém důsledku americkou ekonomiku poškodí, přičemž žádný z nich netvrdil, že cla ekonomickou situaci USA zlepší.
Někteří odborníci také varují, že Trumpovy výroky zdůvodňující zavedení cel otázkou národní bezpečnosti by mohly vést k podkopání světového obchodního řádu, jelikož i ostatní státy by mohly podobným způsobem začít obhajovat svá vlastní cla. WTO povoluje státům přijmout opatření nezbytná k zajištění vlastní bezpečnosti, nicméně pouze zřídkakdy dochází k tomu, že by nějaká země této možnosti skutečně využila. Cla na ocel a hliník však zasáhnou převážně spojence USA, například import z Číny dosahuje jen 6% veškerého množství hliníku a oceli dováženého do Spojených států.

### Reakce obchodních partnerů

#### Kanada
Mezi lety 2013 a 2016 byla Kanada největším původcem importovaného hliníku ve Spojených státech. Poté, co prezident Trump dal najevo svůj záměr zavést cla z důvodu národní bezpečnost, kanadský premiér Trudeau odvětil, že takové zdůvodnění je "absurdní", a že myšlenka, že Kanada pro Spojené státy představuje bezpečnostní riziko, je "urážející a nepřijatelná". Společně s kanadskou ministryní zahraničí Chrystiou Freelandovou prohlásil, že Kanada je připravena uvalit na svého jižního souseda cla na zboží, jehož hodnota ročního dovozu činí celkem 16,6 miliard kanadských dolarů (286 miliard Kč) .
1. července 2018 vstoupila kanadská odvetná cla v platnost a týkala se celkem 299 druhů zboží, včetně oceli a hliníku. Tato cla jsou nastavena v poměru 1:1 ke clům americkým.

#### Evropská unie
Předseda Evropské komise Jean-Claude Juncker odsoudil zavedení amerických cel a prohlásil, že Evropská unie bude "adekvátně reagovat".
Evropská odvetná cla vstoupila v platnost 22. června 2018 a zahrnovala 180 typů produktů, mezi nimi ocel a hliník ale i různé druhy potravin, oblečení a kosmetiky. Evropská komisařka pro obchod Cecilia Malmströmová prohlásila, že v případě zrušení cel ze strany Spojených států, budou evropská opatření rovněž zrušena. Mezi americkými výrobci, kterých se evropská cla dotkla, je například výrobce motocyklů Harley-Davidson, který po ohlášení cel oznámil, že část výroby přesune mimo USA.

#### Mexiko
5. června 2018 zavedlo Mexiko odvetná cla na americké zboží, jehož roční dovoz do Mexika dosahuje celkové výše 3 miliard amerických dolarů (69 miliard Kč). Mezi druhy zboží, na které bylo clo uvaleno, patří ocel, vepřové maso, sýry, whiskey nebo jablka.

## Obchodní válka s Čínou
22. března 2018 vydal prezident Trump prohlášení, že dojde k uvalení cel na čínský dovoz, která mají postihnout zboží o celkové hodnotě 50 miliard dolarů (1,15 bilionu Kč). Trump uvedl, že důvodem k zavedení cel jsou údajné čínské krádeže amerického duševního vlastnictví. Také prohlásil, že díky zavedení cel se Spojené státy americké stanou "mnohem silnější a mnohem bohatší" zemí.
Poté, co bylo zavedeni cel ohlášeno, spadl kvůli obavám z vypuknutí obchodní války Dow Jones Industrial Average o 724 bodů (o 2,9%). Některým americkým firmám, které intenzivně obchodují s Čínou (např. Caterpillar nebo Boeing), poklesla následkem ohlášení cel cena akcií (na burze NASDAQ až o 5%).
Jako odvetu za cla na hliník a ocel ministerstvo obchodu ČLR zveřejnilo svůj záměr uvalit 15-25% cla na 120 druhů amerických výrobků. Tato cla Čína uvedla v platnost 2. dubna 2018.
3. dubna kancelář obchodního zástupce Spojených států (USTR) zveřejnila první seznam více než 1 300 typů čínských produktů, které budou podléhat proclení, nicméně tento seznam posléze prošel značnými úpravami. 4. dubna Celní komise ČLR ohlásila zavedení 25% cel na dalších 106 druhů amerických produktů, včetně sojových bobů - největšího amerického zemědělského exportního artiklu do Číny.
Vyhlášení různých odvetných cel nadále přiživovalo obavy ohledně americko-čínské obchodní války. 4. dubna odpověděl na tyto spekulace prezident Trump na svém twitteru: "Nejsme v obchodní válce s Čínou, tato válka byla prohrána několik let zpátky hloupými nebo nekompetentními lidmi, kteří v té době zastupovali Spojené státy. Nyní máme obchodní deficit ve výši 500 miliard dolarů ročně a ztrácíme dalších 300 miliard kvůli krádežím duševního vlastnictví. Toto nemůžeme nechat dále pokračovat!" Den nato nařídil, aby USTR zvážil další cla ve výši 100 miliard dolarů.
15. června 2018 Donald Trump zveřejnil definitivní seznam 1 100 typů čínského zboží, které bude podléhat clům, jehož roční dovoz do USA dosahuje 50 miliard dolarů (1,147 biliónů Kč) za rok. Na 818 z těchto typů zboží bylo 25% clo uvaleno 6. července. 17. září Trump oznámil, že uvalí 10% clo na čínské zboží o hodnotě 200 miliard dolarů (4,589 biliónů Kč), přičemž toto clo vzroste začátkem roku 2019 na 25%. Jako reakci Čína ohlásila zavedení cel na americké zboží o celkové hodnotě 60 miliard dolarů (1,376 biliónů Kč).
Aby uvolnil napětí, 1. listopadu se Trump sešel s čínským prezidentem Si Ťin-pchingem. O obchodním jednání, které spolu vedli, prohlásil, že bylo velice plodné, nicméně nesdělil žádné bližší informace. 26. listopadu však Wall Street Journal řekl, že zamezení zvýšení cel 1. ledna 2019 považuje za vysoce nepravděpodobné. Nicméně po jednání z 1. prosince 2018 Bílý dům uvedl, že pokud Čína nakoupí "dosud nespecifikované, ale podstatné" množství amerických zemědělských, energetických a průmyslových výrobků, tak výše zmíněná americká cla zůstanou na 10%. Nezvýšení cel je zároveň podmíněno čínskou spoluprací v otázkách ochrany duševního vlastnictví, kybernetické bezpečnosti, necelních překážek, služeb a zemědělství.